# Медведев, Григорий Сергеевич
Григорий Сергеевич Медведев (5 марта 1904—17 ноября 1938) — советский удмуртский писатель, переводчик, педагог. Автор романа-трилогии «Лозинское поле». В мае 1937 года был репрессирован, реабилитирован посмертно в 1956 году.

## Биография
Григорий Медведев родился 5 марта 1904 года в селе Малые Лызи Малолызинского сельского поселения Казанской губернии (ныне Балтасинский район Татарстана) в крестьянской семье. После окончания начальной школы в 1919 году учился на курсах по подготовке учителей.
В 1925 году окончил педтехникум в Можге. Работал учителем в Большекибьинской сельской школе, потом директором школы (ШКМ) в селе Шаркан Шарканского района.
С 1929 года работал в газете «Гудыри» литературным сотрудником, заведующим отделами сельского хозяйства, литературы и искусства.
В 1934 году поступил в Удмуртский государственный педагогический институт (УГПИ) на факультет языка и литературы.
Был членом правления Союза писателей УАССР, августе 1934 года — вместе с М. Коноваловым и Кедра Митреем — принял участие в работе Первого съезда советских писателей.
В мае 1937 года был незаконно репрессирован как участник контрреволюционной группы за связи с «гердовцами» и сослан в посёлок Берелёх Магаданской области, где трагически погиб 17 ноября 1938 года. Реабилитирован посмертно в 1956 году.

## Деятельность
Первое произведение Медведева, рассказ «Берпум вуз» (Последний товар) было опубликовано в газете «Гудыри» в 1925 году. Его перу принадлежат сборники рассказов и очерков «Ез юбо кырӟа» (Телеграфные столбы поют), «Етин штурм» (Льняной штурм) и другие. 
Главным трудом Медведева стал роман-трилогия «Лӧзя бесмен» (Лозинское поле) о жизни удмуртских деревень в переломный период коллективизации. Критики сравнивают идею и тематику этого романа с романом М. А. Шолохова «Поднятая целина». 
Григорий Сергеевич Медведев также занимался переводом литературных произведений с русского на удмуртский языки.

### На удмуртском языке
- Лӧзя бесмен: Роман. — I люкет. — Ижевск: «Ижкар», 1932. — 237 с.
- Лӧзя бесмен: Выль оре. — I люкет. 2-е изд. — Ижевск, 1934.
- Кыйкар бамын: Роман. — II люкет. — Ижевск, 1934. — 304 с.
- Лӧзя бесмен: Трилогия. — Ижевск: «Удмуртия», 1984. — 704 с.
- Лӧзя бесмен: роман-трилогия, верос Г. С. Медведев сярысь / Григорий Медведев. — Ижевск: «Удмуртия», 2006. — 800 с.;  портр. — ISBN 5-7659-0406-8 (Адями. Писатель. Вакыт = Человек. Писатель. Время)